# Льянерос (футбольный клуб, Вильявисенсио)
Льяне́рос (исп. Llaneros Fútbol Club) — колумбийский футбольный клуб, базирующийся в городе Вильявисенсио, в департаменте Мета. На данный момент выступает в Примере B.

## История
Клуб был основан 20 апреля 2012 года. Появление клуба «Льянерос» было связано с постепенным разорением и продажей клуба «Академия», базировавшегося в Боготе. До появления «Льянерос» город Вильявисенсио представляли три клуба «Сентаурос», «Альянса Льянос» и «Унион Мета», но все они прекратили своё существование.
В связи с появлением клуба был капитально реконструирован стадион «Мануэль Калье Ломбана» в Вильявисенсио, вмещающий 15 000 зрителей.